# Melanagromyza siciliensis
Melanagromyza siciliensis är en tvåvingeart som beskrevs av Spencer 1966. Melanagromyza siciliensis ingår i släktet Melanagromyza och familjen minerarflugor.
Artens utbredningsområde är Italien. Inga underarter finns listade i Catalogue of Life.